# Gerande wimperzwam
De gerande wimperzwam (Scutellinia torrentis) is een schimmel uit de familie Pyronemataceae. Hij leeft saprotroof op vochtige, verrijkte, kale of spaarzaam met mossen en kiemende kruiden begroeide zand- of leembodems, vooral randen van paden en tractorsporen langs (land-)bouwgronden, ook op met melkresten verontreinigde grond.

## Kenmerken
Kenmerkend voor deze soort zijn:
- Apothecia (vruchtlichamen): 2-8 mm in diameter, rood tot bruinrood, licht verhoogde rand
- Wimperharen: 100–320 (–400) x 15–35 μm, 1-4 septaat
- Sporen: 15,6-19,2 x 7,8-11,5 μm (Q-getal 1,45-1,75)
- Sporenornamentatie: afgeronde tot langwerpige wratten, 0,3–1,4 μm breed, tot 0,6 μm hoog, wratten die gewoonlijk samenvloeien en met elkaar verbonden zijn door korte richels die een onvolledig pseudo-reticulum vormen; wratten ongelijkmatig verdeeld over de sporenwand
- Asci: 190–250 x 13–19 μm
- Parafysen: 2,5–3,5 μm breed en 8–12 μm aan de top.

## Verspreiding
In Nederland komt de gerande wimperzwam zeer zeldzaam voor.